# Maureen O'Sullivan
Maureen O'Sullivan (Boyle (Ierland), 17 mei 1911 - Scottsdale (Arizona), 23 juni 1998) was een Ierse actrice die vooral bekend is geworden door haar rol als Jane in de Tarzan-films.
O'Sullivan werd geboren in Ierland. In 1936 huwde ze met John Farrow. Het paar kreeg in totaal zeven kinderen, onder wie de dochters Mia en  Tisa die later zelf ook actrice werden.
De jaren dertig waren O'Sullivans beste jaren als actrice. Behalve in Tarzan speelde ze in The Thin Man en David Copperfield. In 1963 overleed haar man. In die tijd speelde ze nog amper mee in films.
In 1983 trouwde ze opnieuw, ditmaal met James Cushing. In 1986 speelde ze haar laatste grote rollen, eerst in de komedie-fantasyfilm Peggy Sue Got Married, vervolgens in de tragikomedie Hannah and Her Sisters waar ze de filmmoeder vertolkte van haar dochter Mia Farrow.
Maureen O'Sullivan overleed in 1998 op 87-jarige leeftijd aan de gevolgen van een hartinfarct.

## Filmografie
- Bibsys: 90854741
- Biblioteca Nacional de España: XX977209
- Bibliothèque nationale de France: cb14011951j (data)
- Catàleg d'autoritats de noms i títols de Catalunya: 981058510025406706
- Gemeinsame Normdatei: 118965697
- International Standard Name Identifier: 0000 0001 2101 790X
- Library of Congress Control Number: n85151867
- MusicBrainz: 358adb40-ffc2-430d-b412-6838dc6024b2
- National Archives and Records Administration: 16987247
- Nationale Bibliotheek van Tsjechië: xx0187072
- Nationale Bibliotheek van Israël: 987007432623305171
- Nederlandse Thesaurus van Auteursnamen: 159645646
- SNAC: w68h1mh1
- Système universitaire de documentation: 081977255
- Virtual International Authority File: 61743851
- WorldCat: E39PBJyxbcP4HQjtxtXpGP4g8C